# Увулярний абруптив
Увулярний абруптив — тип приголосного звука, що існує в деяких людських мовах. Символ Міжнародного фонетичного алфавіту для цього звука — qʼ, а відповідний символ X-SAMPA — q_>.